# Croatian Golf Club Melbourne
Croatian Golf Club Melbourne naziv je za hrvatski golf klub koji je osnovan 7. srpnja 1991. u gradu Melbourne, Australija.

## Vanjske poveznice
- Službene stranice Croatian Golf Club Melbourne